# Lenguas trans-neoguineanas centromeridionales
Las lenguas trans-neoguineanas centromeridionales (TNG centromeridional), también llamadas lenguas Asmat-Ok, son una macrofamilia propuesta de lenguas trans-neoguineanas (TNG). Las familias que constituyen esta familia forman parte de la propuesta original de lenguas trans-neoguieanas de Voorhoeve y McElhanon, pero han sido reducidas a la mitad (cuatro familias de nueve) en la clasificación de Malcolm Ross. De acuerdo con Ross, no está claro si las similitudes en los pronombres de las cuatro familias centromeridionales son retenciones del proto-TNG o innovaciones comunes que permitirían considerar que estas familias constituyen efectivamente un grupo filogenético válido dentro del TNG.
Voorhoeve argumenta en favor de una relación entre el grupo awyu y el grupo ok, mientras que Foley sostiene que el grupo asmat podría ser más cercano al awyu y el ok que a otros grupos trans-neoguineanos. Con independencia de que el TNG centromeridional sea sostenible como macrofamilia, claramente las cuatro familias que lo integran son grupos filogenéticos bien establecidos.

## Clasificación interna
Las lenguas trans-neoguineanas centromeridionales o Asmat-Ok se incluyen las siguientes cuatro familias bien establecidas:
- Asmat-Kamoro (11 lenguas)
- Awyu-Dumut (16 lenguas)
- Mombum (2 lenguas)
- Ok-Oksapmin (21 lenguas)

Ethnologue (2009) mantiene solo el Awyu-Dumut y el Ok, dentro de una rama Ok–Awyu, mientras que sitúa el Asmat y el Mombum como ramas trans-neoguineanas independientes. Loughnane & Fedden (2011) han relacionado convincentemente el grupo ok con el idioma oksapmin.

### Historia
A mediados de los años 1960, Alan Healey, un colega de Laycock, observó similitudes entre las familias Ok, Asmat, y Awyu–Dumut. Voorhoeve (1968) amplió este grupo y acuñó el término Central and South New Guinea (neoguineano centromeridional); esta propuesta añadía las lenguas trans-Fly y las lenguas marind. En colaboración con McElhanon que había trabajado sobre las lenguas Finisterre-Huon en 1970, propuso una conexión con esta familia también, que se denominó macrofamilia trans-neoguineana. El trabajo de Stephen Wurm (1975) expandió aún más el grupo, añadiéndole las lenguas awin-pare, las lenguas del monte Bosavi, las lenguas duna-pogaya, las lenguas de Strickland oriental, las lenguas mombum, y las lenguas momuna. El trabajo de Ross (2005) desechó gran parte de los añadidos de Voorhoeve y solo retuvo en el Mombum de Wurm (e igualmente consideró que las lenguas momuna están muy fragmentariamente testimoniadas como para permitir ser clasificadas adecuadamente).

## Comparación léxica
Los numerales reconstruidos para diferentes ramas de lenguas trans-neoguienanas centromeridionales son:
| GLOSA | Asmat-Kamoro | Asmat-Kamoro   | Awyu-Dumut  | Awyu-Dumut         | Mombum          | Ok-Oksapmin     | Ok-Oksapmin |
| GLOSA | PROTO- ASMAT | PROTO- SABAKOR | PROTO- AWYU | PROTO- DUMUT       | Mombum          | PROTO- OK       | Oksapmin    |
| ----- | ------------ | -------------- | ----------- | ------------------ | --------------- | --------------- | ----------- |
| '1'   | *taka        | *ʤaba-         | *wasike     |                    | té(mté)         | *makop          | tipun       |
| '2'   | *jaminak     | *abomə-        | *kuruma     | *rumo              | kumb            | *arop           | ləwatipun   |
| '3'   | *mbem-tiap   | *abomə-ʤaba    | *kurumasike | *ditemo            | inis            | *sariput        | bumlip      |
| '4'   |              | *bemsi-ʤaba    | *seŋgane    | *woro              | ara             |                 | xətlip      |
| '5'   |              | *mairibə       | *bidaki-    | *ambalop           | ghobennema      | *aŋo(k)         | xətxət      |
| '6'   |              |                | *5+1        | *gomokup~ *ŋɡõʔ    | ma-té           | *bu-ⁿgop~ *ⁿgoŋ | xədəp       |
| '7'   |              |                | *5+2        | *mben-kup          | ma-kumb         | *fet-           | bes         |
| '8'   |              |                | *5+3        | *ŋgambu-kup        | ma-inis         | *baŋup / *okluŋ | armun       |
| '9'   |              |                | *5+4        | *taβi-kup          | ma-ara          | *tabi           | tuwət       |
| '10'  |              |                | *5+5        | *ndondu/ *mali-kup | ma- ghobennemor | *maɾiŋ / *nakal | kat         |